# كليمنتين
كليمنتين هو مغني فلبيني، ولد في 10 ديسمبر 1976 في Baliwag ‏ في الفلبين.

## وصلات خارجية
- كليمنتين على موقع ميوزك برينز (الإنجليزية)
- كليمنتين على موقع ميوزك برينز (الإنجليزية)